# Muscat fleur d'oranger
Le muscat fleur d’oranger est un cépage de table et de cuve blanc.

## Origine et répartition géographique
Le muscat fleur d’oranger est un peu cultivé en Italie (Colli Euganei), en Californie (50 hectares), en Russie, Ouzbékistan et au Kazakhstan.

## Caractères ampélographiques
- Extrémité du jeune rameau aranéeux.
- Jeunes feuilles glabres, bronzées à rouges.
- Feuilles adultes à cinq lobes à sinus supérieurs à bords superposés, peu moyennement profond, avec un sinus pétiolaire en lyre fermé à lobes se recouvrant, des dents ogivales, larges, un limbe glabre.

## Aptitudes culturales
La maturité du cépage est de deuxième époque hâtive: 10 jours après le Chasselas.

## Potentiel technologique
Les grappes sont moyennes et les baies sont de taille moyenne. La grappe est tronconique et compacte. La chair des baies est pulpeuse. Le cépage possède une saveur aromatique musquée.

## Synonymes
Le muscat fleur d’oranger est connu sous les noms de chasselas à fleur d’orange, chasselas musqué (par erreur), chasselas musqué de nantes, Cranford muscat, lacrimae christi, moscato fior d’arancio, moscato fior de naranza, muscat croquant, muscat d’Espagne, muscat de Jésus de l’abbé Leberriays, muscat fleur d’orange, muscat muscadine, muscat primavis, muscat Queen Victoria, muscat de Rivesaltes, orange muscat, pascal muscat, raisin vanille, tokai musqué, org tokos, vanilletraube, weisse vanilletraube.